# 다마고야키

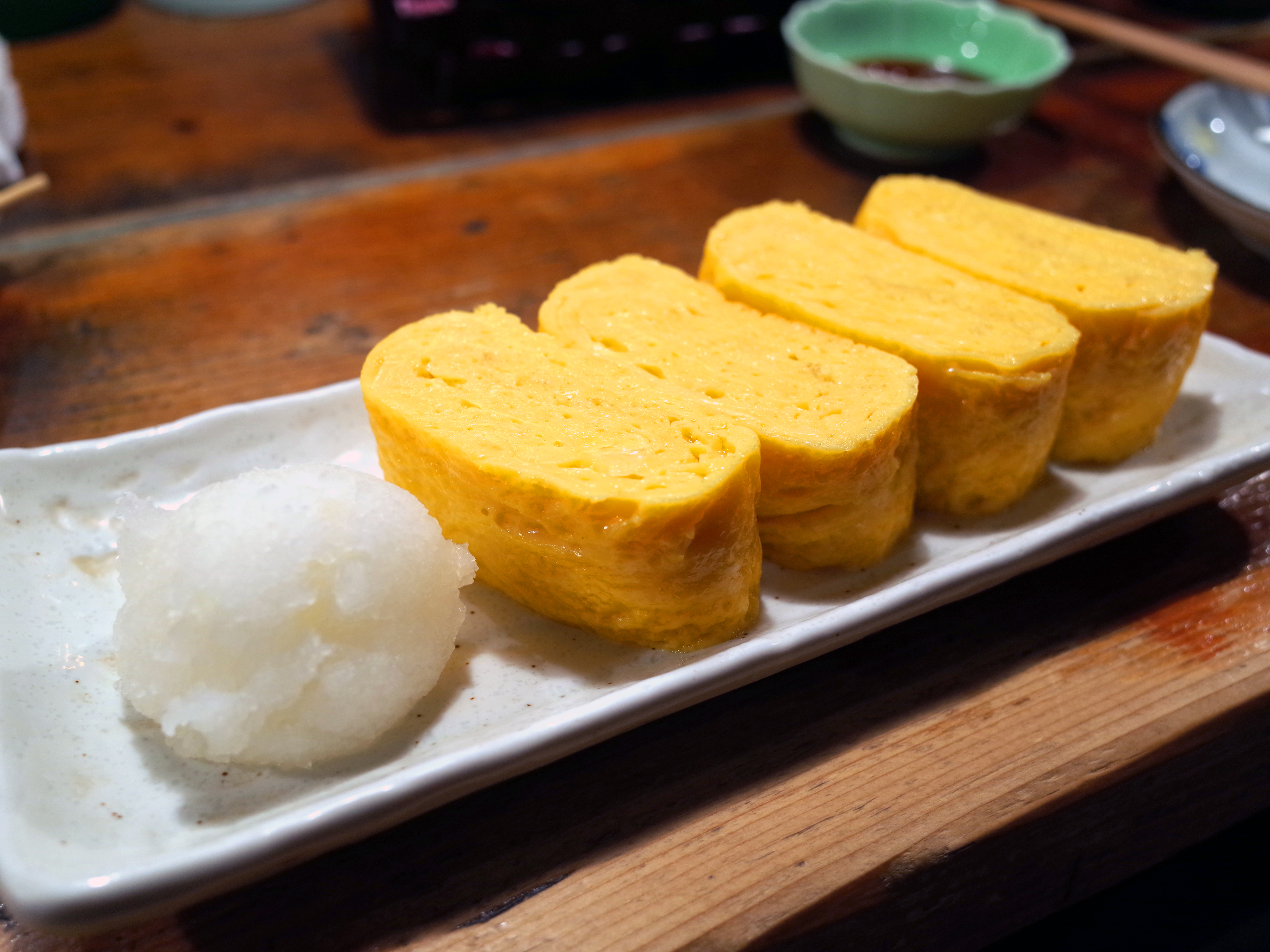
다마고야키

다마고야키(일본어: 卵焼き)는 푼 달걀을 조리기구에 구우면서 감은 일본 요리이다. 도시락에 자주 들어가는 반찬이다. 대한민국에는 유사한 음식으로 계란말이가 있다. 다마고야키와 계란말이의 차이점이라면 다마고야키는 달걀 이외의 재료가 적은 편인 데 반해 계란말이는 부재료가 상대적으로 다양하다.

## 같이 보기
- 계란말이
- 오코노미야키